# Philippinisch-portugiesische Beziehungen
Die philippinisch-portugiesischen Beziehungen beschreiben das zwischenstaatliche Verhältnis der Philippinen und Portugal. Die Länder unterhalten seit 1960 direkte diplomatische Beziehungen.
Die problemfreien, jedoch erst schwach ausgeprägten Beziehungen werden vom langsam zunehmenden bilateralen Handel und den gegenseitigen Einwanderergemeinden bestimmt. Die Zeit des portugiesischen Handels mit den spanischen Philippinen im 16. und 17. Jahrhundert hat einige Spuren auf den Philippinen hinterlassen, darunter die verbreitete Marienverehrung der Nossa Senhora de Fátima, aber auch das Gedenken an Ferdinand Magellan (port.: Fernão de Magalhães), der als erster Europäer auf den Philippinen gilt.
Im Jahr 2015 waren 756 Bürger der Philippinen in Portugal gemeldet, davon mit 503 die meisten im Distrikt Lissabon. Im Jahr 2014 waren in den portugiesischen Konsulaten auf den Philippinen 623 Menschen registriert.
Zwischen Cebu City und Sabrosa, Geburtsort Magellans, besteht seit 2014 eine Städtepartnerschaft, eine weitere ist zwischen Dumaguete City und Coimbra in Anbahnung.
Die bekannte philippinische Fernsehmoderatorin und Sängerin Martha Joy (* 1990 in Toronto, Kanada) ist halb philippinischer und halb portugiesischer Abstammung.

## Geschichte

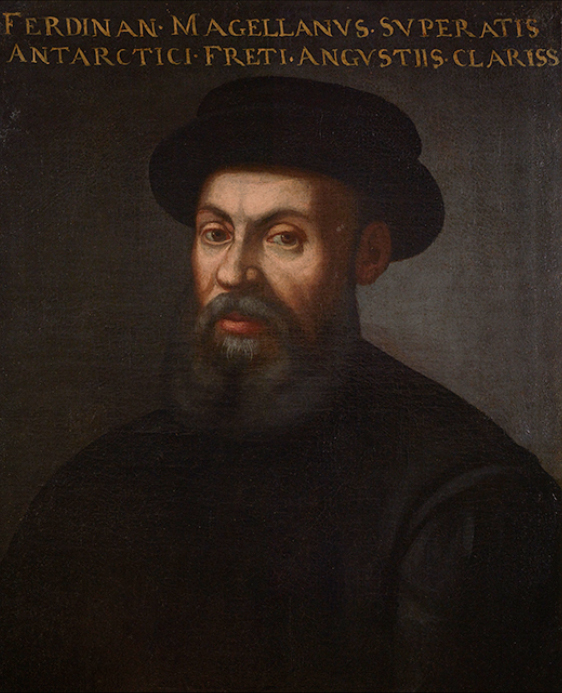
Der Portugiese Ferdinand Magellan gilt seit seiner Ankunft 1521 als erster Europäer auf den Philippinen

Nach der Eroberung des Sultanat von Malakka 1511 weiteten die Portugiesen ihre Handelswege über den Indischen Ozean bis in den Pazifik aus. Malakka wurde der zentrale Stützpunkt des zunehmenden Handelsnetzes.
Tomé Pires berichtete in seiner Suma Oriental 1515 bereits von einer in Malakka bestehenden Gemeinde von Menschen der Insel Luzon. Vermutlich waren die Kontakte mit dieser Gemeinschaft der Anlass für die portugiesischen Seefahrer, erstmals nach Luzon zu segeln.
Der erste dokumentierte Besuch eines Portugiesen auf den heutigen Philippinen war jedoch die Ankunft Magellans am 16. März 1521 auf der Insel Homonhon. Der in spanischen Diensten stehende Magellan besuchte danach Cebu und weitere Inseln der heutigen Philippinen, bis er am 27. April 1521 bei einer Schlacht auf Mactan starb.
In den Folgezeit steuerten portugiesische Schiffe gelegentlich verschiedene Inseln im Süden der heutigen Philippinen an. Jedoch richteten sie keine regelmäßige Kontakte oder gar eigene Stützpunkte ein, da sie dort weder für sie interessante Waren noch Handelsplätze vorfanden. Die Spanier dagegen setzten sich umgehend auf den Philippinen fest, um von hier aus Zugang zu den portugiesischen Handelsrouten im lukrativen Asiengeschäft zu erhalten. Die Expedition des spanischen Seefahrers Ruy López de Villalobos von 1543 gab den Philippinen ihren heutigen Namen, zu Ehren des spanischen Königs Philipp II. Die seemännischen Schwierigkeiten, von den Philippinen zurück zu den spanischen Stützpunkten in Amerika zu gelangen, verhinderten jedoch die Pläne Spaniens, den Portugiesen ihre Vormachtstellung im Handel mit Fernost zu nehmen.
Der erste dokumentierte Kontakt offizieller Art zwischen Portugal und den heutigen Philippinen ist die Landung des portugiesischen Seefahrers Pêro Fidalgo auf der Insel Luzon 1545, auf seiner Reise von Borneo zur chinesischen Küste.

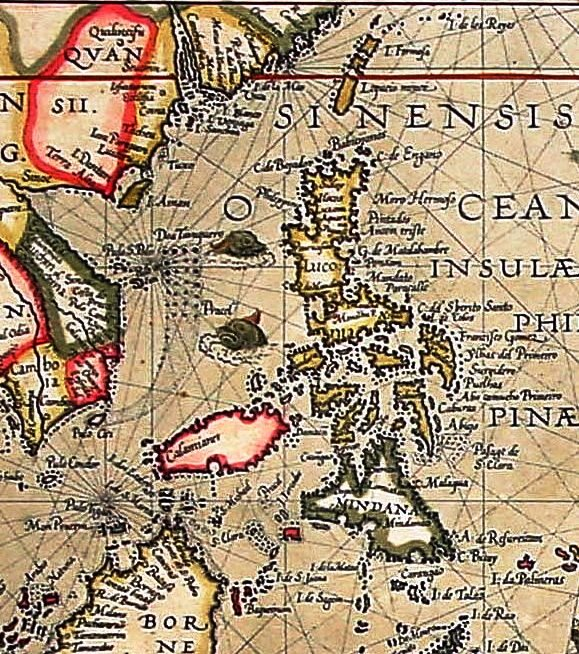
Karte der Philippinen von 1592

Nachdem die Nachricht über die 1557 geglückte Niederlassung der Portugiesen in Macau in Europa ankam, intensivierte Spanien seine Bemühungen in Ostasien, woraus insbesondere die Errichtung einer spanischen Festung durch Miguel López de Legazpi 1564 und die Entdeckung eines verlässlichen Seewegs von den Philippinen zurück nach Amerika durch Andrés de Urdaneta resultierte.
Portugiesische Händler aus Macau fuhren danach häufiger die Philippinen an, die von Spanien zu einer bedeutenden Besitzung mit der Hauptstadt Manila ausgebaut wurde. Hier tauschten die Portugiesen vor allem chinesische Waren gegen amerikanisches Silber ein. Besonders in der Zeit der spanischen Herrschaft über Portugal von 1580 bis 1640 wurde dieser Handel intensiviert.
Bis ins 19. Jahrhundert blieb diese Handelsverbindung bestehen. Portugiesische Händler tauschten hier weiter regelmäßig chinesische Waren wie Seide und Porzellan gegen Nahrungsmittel und amerikanisches Silber ein. Es existieren auch Belege über Lieferungen von in Macau gefertigten portugiesischen Geschützen an die Philippinen. Trotz dieser anhaltenden Handelsverbindung, die sogar kleinere Gemeinden von Macau-Portugiesen auf den Philippinen hervorbrachte, sind keine bedeutenden portugiesischen Spuren auf den Philippinen bekannt. Neben Porzellan und Kanonen aus Macau und von Portugiesen gelieferte Namban-Kunst zählen die portugiesischen Bücher und Druckerzeugnisse insbesondere im Bibliotheksbestand der Thomas von Aquin-Universität von Manila zu diesem Erbe.
Die portugiesische Präsenz in der Geschichte der Philippinen, besonders des 16. und 17. Jahrhunderts ist noch nicht ausreichend erforscht. Bekannt, aber noch wenig ausgewertet sind bisher die zahlreichen Bezüge zu den Philippinen in den Schriften portugiesischer Autoren wie João de Barros, Fernão Lopes de Castanheda, António Galvão, Manuel de Faria e Sousa oder Sebastião Manrique.
1898 erlangten die Philippinen die Unabhängigkeit von Spanien, wurden jedoch danach eine Kolonie der USA, von denen sie 1946 unabhängig wurden.
Im Februar 1960 richteten die Philippinen und Portugal offizielle diplomatische Beziehungen ein. Als erster Botschafter Portugals nahm Manuel Nunes da Silva am 24. März 1960 die Arbeit in der Vertretung Portugals in Manila auf.
Nach der Nelkenrevolution 1974 entließ das zur Demokratie zurückgekehrte Portugal seine Kolonien in die Unabhängigkeit und richtete seine internationalen Beziehungen neu aus. Die Philippinen unter dem pro-westlichen Diktator Ferdinand Marcos zählten dabei nicht zu den Ländern, zu denen sich danach intensivere Beziehungen entwickelten. Die Beziehungen verbesserten sich nach dem Sturz Marcos 1986, mangels Bezugspunkte näherten sich die Länder jedoch nicht stärker an.
Im Zuge seiner Sparmaßnahmen nach der Eurokrise 2010 schloss Portugal seine Vertretung in Manila 2012, seither wird der portugiesische Botschafter in Indonesien auf den Philippinen zweitakkreditiert. Zwischen 1981 und 1996 war die Botschaft erstmals geschlossen worden, die Philippinen gehörten in der Zeit zum Amtsbezirk der portugiesischen Botschaft in Südkorea.

## Diplomatie
Portugal unterhält seit Anfang 2007 keine eigene Botschaft mehr auf den Philippinen, zuständig ist die portugiesische Vertretung in der indonesischen Hauptstadt Jakarta. Eine seit 2014 angedachte erneute Einrichtung einer portugiesischen Vertretung in Manila wurde bisher nicht umgesetzt (Stand April 2017). In der philippinischen Hauptstadt Manila und in Cebu-Stadt bestehen portugiesische Honorarkonsulate.
Die Philippinen unterhalten seit 2011 eine Botschaft in der portugiesischen Hauptstadt Lissabon, in der Rua Braamcamp Nummer 13 unweit des Praça-Marquês-de-Pombal-Platzes, in der ehemaligen Stadtgemeinde Coração de Jesus. Weitere Konsulate der Philippinen bestehen in Portugal nicht.

## Kultur

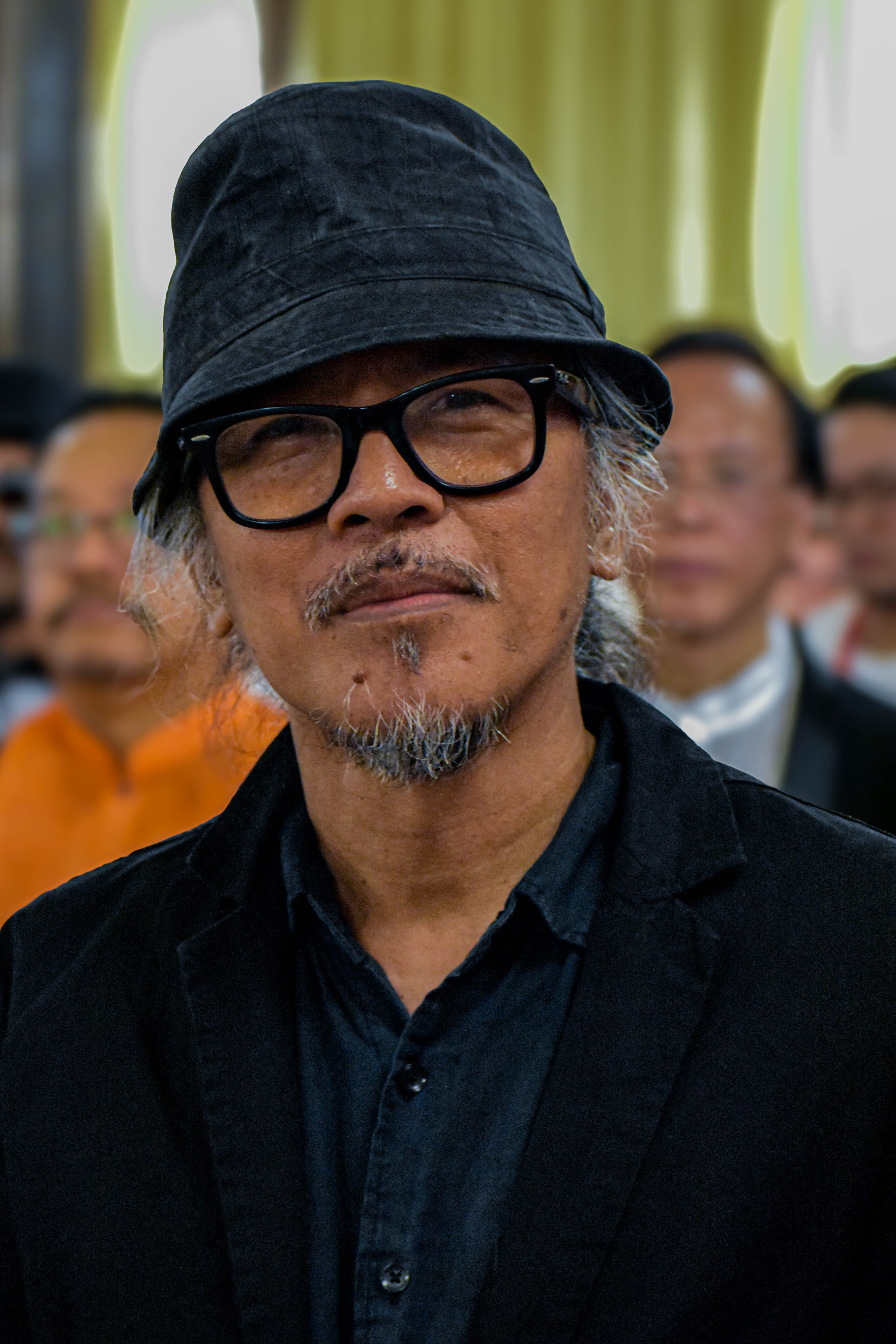
Lav Diaz (2024)

Hochschulen beider Länder beschäftigen sich zunehmend auch mit den Spuren der philippinisch-portugiesischen Kulturbeziehungen. Insbesondere an portugiesischen Hochschulen fanden dazu schon Veranstaltungen und Workshops statt, etwa im Dezember 2024 an der portugiesischen Nationalbibliothek. Im Januar 2025 übermittelte die philippinische Senatorin Loren Legarda eine Grußbotschaft an das Forschungsprojekt Portugal - Philippines: connected histories der Universidade Nova de Lisboa. Sie gehört zu den Unterstützenden des Projektes, das portugiesische und philippinische Forscher und Historiker zusammen bringt.
Es kommt nur vergleichsweise selten zu Kooperationen zwischen dem philippinischen und dem portugiesischen Kino. Das 2025 erschienene Historiendrama Magalhães des philippinischen Regisseurs Lav Diaz gehört zu diesen eher seltenen Kooperationen.
Dagegen kam es zuletzt etwas häufiger zu Gastspielen von philippinischen Musikern in Portugal. So traten bei der 20. Auflage des Festival Terras das Sombras im südportugiesischen Mértola im Sommer 2024 die philippinischen Sopranistinnen The Nightingales auf, begleitet vom portugiesischen Pianisten Nuno Margarido Lopes. 2025 kamen die renommierten The Philippine Madrigal Singers zu einer vom 3. bis zum 9. Juni dauernden Gastspielreise nach Portugal, wo sie bei der Begehung des philippinischen Nationalfeiertags durch die philippinische Botschaft in Castelo de Vide auftraten. Sie gastierten auch bei der 21. Auflage des Festival Terras das Sombras in Mértola, wo die Philippinen diesmal Ehrengastland waren.

## Wirtschaft

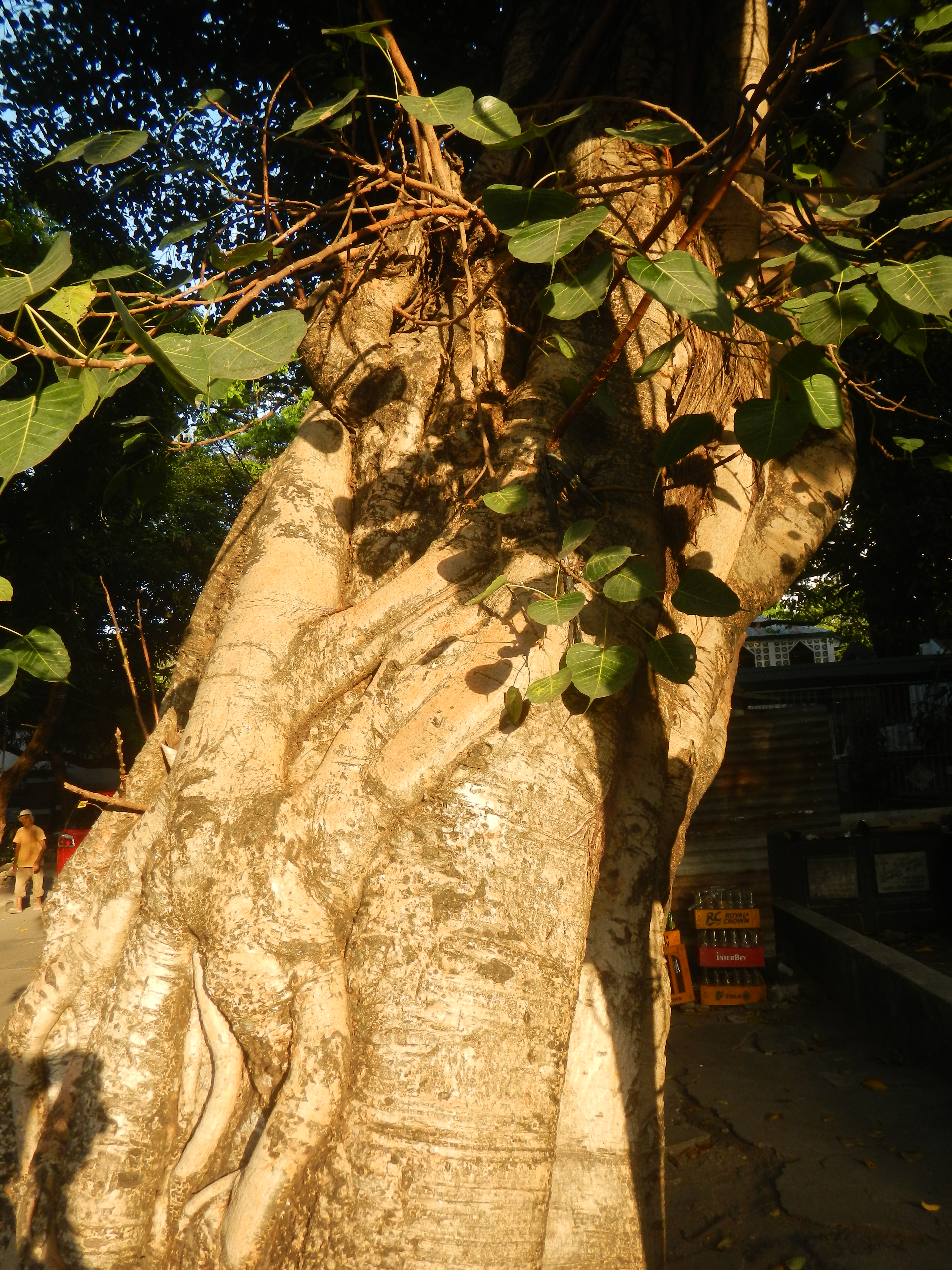
Kautschukbaum in Manila: Naturkautschuk gehört zu den wichtigsten Ausfuhrgütern der Philippinen nach Portugal

Die portugiesische Außenhandelskammer AICEP unterhält keine Niederlassung auf den Philippinen, zuständig ist das AICEP-Büro in Indonesien.
Im Jahr 2016 exportierte Portugal Waren im Wert von 13,66 Mio. Euro in die Philippinen (2015: 8,77 Mio.; 2014: 7,61 Mio.; 2013: 6,15 Mio.; 2012: 6,52 Mio.), davon 42,5 % Maschinen und Geräte, 15,8 % chemisch-pharmazeutische Produkte, 6,9 % Kork und Holz, 5,2 % Bekleidung und 5,1 % Fahrzeuge und Fahrzeugteile.
Im gleichen Zeitraum lieferten die Philippinen Waren im Wert von 24,69 Mio. Euro an Portugal (2015: 20,91 Mio.; 2014: 13,32 Mio.; 2013: 12,47 Mio.; 2012: 14,45 Mio.), davon 40,6 % Kunststoffe und Elastomere (inkl. Naturkautschuk und Polyethylene), 29,7 % Maschinen und Geräte, 8,8 % Lebensmittel, 7,1 % landwirtschaftliche Erzeugnisse und 3,9 % Textilien.
Damit standen die Philippinen für den portugiesischen Außenhandel an 94. Stelle als Abnehmer und an 74. Stelle als Lieferant. Im philippinischen Außenhandel rangierte Portugal an 54. Stelle unter den Abnehmern und an 65. Stelle unter den Lieferanten.